# Syrphoctonus venustus
Syrphoctonus venustus là một loài tò vò trong họ Ichneumonidae.